# Трейд ін
Трейд ін (англ. trade-in) — обмін автомобіля, що перебував в експлуатації, на новий або інший автомобіль з пробігом. 

## Механізм
Послуга надається автосалонами дилерів. Обравши автомобіль, клієнт залишає дилерові свій старий автомобіль, після чого проводиться оцінка — «трейд ін»: діагностується технічний стан транспортного засобу та визначається його ціна. Ця ціна буде вирахувана з ціни нового автомобіля при визначенні вартості угоди. Клієнт може сплатити покупку автомобіля у трейд ін як власним коштом, так і за допомогою банківського кредиту.

## Вартість послуг
Користуючись послугами, які надають автосалони трейд ін, власник старого автомобіля втрачає 15-20% від ринкової вартості своєї техніки, проте за це він отримує всі переваги співробітництва із автосалоном та заощаджує час, який раніше втрачався під час переговорів із «сірими дилерами» щодо купівлі нової машини та поїздок на автобазар у пошуках покупця для старого авто.
Якщо оціночна вартість старого автомобіля не влаштовує власника, він може відмовитися продавати свій автомобіль. У такому випадку йому доведеться сплатити вартість діагностики.

## Складності процедури в Україні
На операції трейд ін сьогодні накладено низку законодавчих обмежень. У випадку продажу автомобіля, що перебував в експлуатації, фізична особа сплачує податок на прибуток у розмірі 15%, а юридична — ПДВ, тому автосалони, які надають трейд ін, вдаються до напівлегальних схем, наприклад, ставлять занижену ціну на авто при оцінці його через біржу.

## Компанії, що надають послугу  в Україні
- ТОВ "Любе Авто"
- Альфа Плюс
- Автохаус Київ
- АД Україна
- ТОВ "Компанія "Авто-Альянс"
- ТОВ "Альянс-А"
- ТОВ "Альянс-ІФ"

пробігом
- Віннер Імпортс Україна
- Дніпро Мотор Інвест
- Ілта
- Київське ХРП
- «АвтоЗАЗ-Daewoo»